# Каджуга, Роберт
Роберт Каджуга — руандийский бегун на длинные дистанции. На олимпийских играх 2012 года занял 14-е место в беге на 10 000 метров с личным рекордом 27.56,67. На чемпионате мира в помещении 2012 года не смог выйти в финал на дистанции 3000 метров. Занял 12-е место на чемпионате мира по полумарафону 2012 года с результатом — 1:02.22.
Занял 4-е место на Рабатском полумарафоне 2012 года с результатом 1:01.51.